# Eupithecia signiferata
Eupithecia signiferata là một loài bướm đêm trong họ Geometridae.